# Superstring
Superstring is een nummer van het Duitse trance-project Cygnus X uit 1993. In 2000 werd het nummer geremixt door het Nederlandse dj-duo Rank 1. Hun remix werd gebruikt als themanummer tijdens Sensation White 2000.
De originele versie van het nummer werd nergens een hit. De Rank 1 remix uit 2000 haalde de 3e positie in de Nederlandse Top 40, en de 4e positie in de Vlaamse Ultratop 50.